# Stara Synagoga w Boćkach
Stara Synagoga w Boćkach – nieistniejąca synagoga znajdująca się w Boćkach przy dzisiejszej ulicy Strażackiej.
Synagoga została zbudowana pod koniec XVII wieku. Po 1750 roku za zezwoleniem biskupa Łuckiego została odrestaurowana. Podczas II wojny światowej hitlerowcy spalili synagogę. Po wojnie nie została odbudowana.